# 徳島飛行場

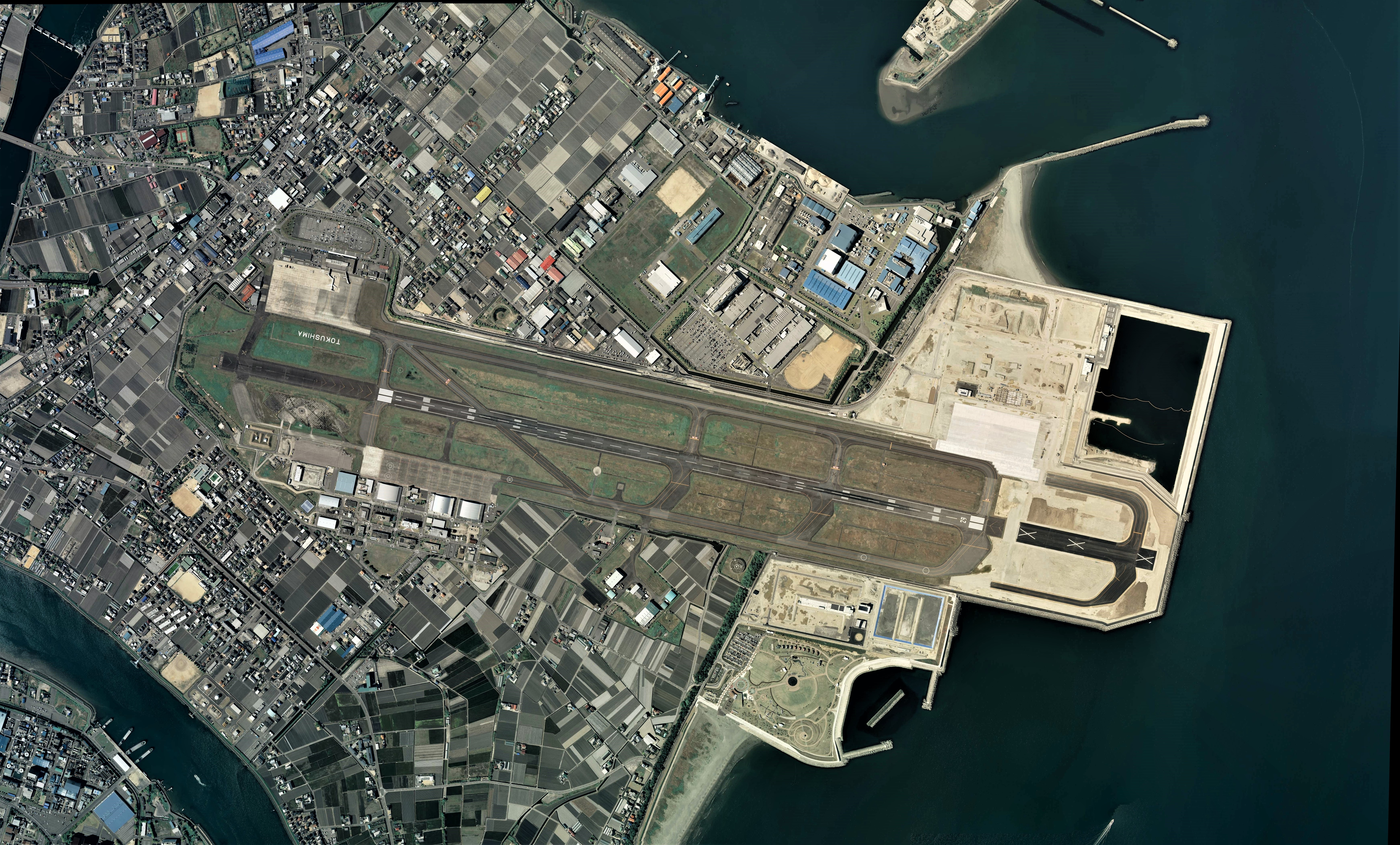
徳島空港付近の空中写真。（2009年撮影）

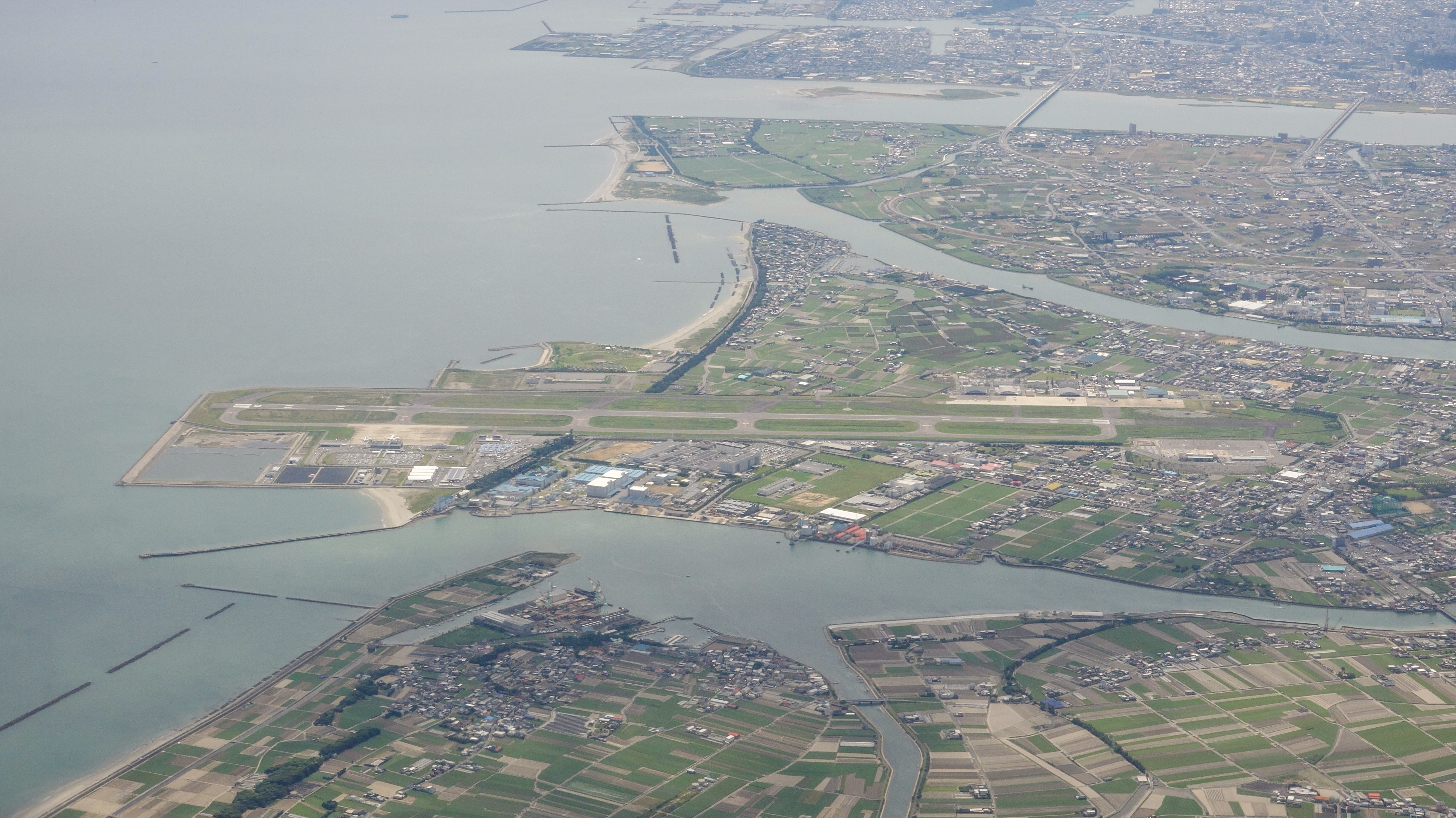
上空から見た徳島飛行場
（2014年9月）

徳島飛行場（とくしまひこうじょう）は、徳島県板野郡松茂町にある飛行場である。
海上自衛隊徳島航空基地（英: JMSDF Tokushima Airbase）と民間航空機が共用する飛行場で、通称は徳島空港（とくしまくうこう、英: Tokushima Airport）、愛称は徳島阿波おどり空港（とくしまあわおどりくうこう、英: Tokushima Awaodori Airport）。

## 概要
徳島市中心部から北東に約9キロメートルの紀伊水道に面した海岸部に位置する。防衛大臣が設置管理する飛行場で、海上自衛隊が教育航空集団の基地を併設して使用する。また、空港法に基づく共用空港に指定されており、主に国内線の民間航空に使用されている。
徳島は日本最初の定期航空路が開設された地である。1922年、徳島県出身のタクシー会社社長であった井上長一が設立した日本航空輸送研究所が、大阪府堺市の大浜海岸から徳島県小松島市の横須海岸まで、水上機を使って定期運航を開始した。
1957年（昭和32年）6月20日、日本観光飛行協会（のちに、日東航空→日本国内航空→東亜国内航空→日本エアシステムとなり、日本航空に経営統合される）が、堺港の海面から吉野川橋南詰の吉野川水面へ、水上機デ・ハビランド DHC-2型機（ビーバー）を使って運航を開始した。翌1958年（昭和33年）4月には日東航空がデ・ハビランド DHC-3型機（オッタ―）を導入した。以後は水陸両用機が導入され、大阪側の空港は八尾空港、伊丹空港へと変更されていった。1962年（昭和37年）に現在の徳島空港が開港するまで、吉野川水面の利用は続いた。
現在の陸上滑走路の前身は、戦前に開設された海軍航空隊の飛行場（徳島航空隊基地）で、終戦とともに連合国軍が接収。1958年（昭和33年）から海上自衛隊が航空基地の飛行場として使用。1962年（昭和37年）に公共用施設に指定され、「徳島空港」として民間航空にも使用されるようになった。
防衛省が管理する飛行場であるが、滑走路延長や民間航空機用の誘導路・エプロン等の建設・維持は国土交通省の事業として行われており、民航区域については国交省大阪航空局徳島空港事務所が管理している。旅客ターミナルビル・貨物ビル・給油施設は、徳島県（39.92%）、大塚製薬工場（22.03%）、日亜化学工業（9.29%）、日本航空（7.43%）などが出資する第三セクター・徳島空港ビル株式会社が、駐車場は一般財団法人空港振興・環境整備支援機構が運営している。
2010年（平成22年）からは、公募で決定した「徳島阿波おどり空港」を空港の愛称として使用。2018年（平成30年）には、空港旅客ターミナルビルが増築され、国際線のチャーター便などに対応した出入国審査場などが整備された。
空港ターミナルビルのマスコットキャラクターは鳴門の渦潮をモチーフとした「うずぴー」で、2010年（平成22年）から使用されている。
お天気カメラはNHK徳島放送局と四国放送（NNN/NNS）の他に、大阪の毎日放送と朝日放送も設置している。これは、徳島県に民放が四国放送しかなく、県内の大部分で在阪局を視聴できるためである。

## 統計

### 利用者数
元のウィキデータクエリを参照してください.

2016年（平成28年）度の年間利用客数は107万826人(すべて国内線)で、着陸回数は日本の空港で第40位、旅客数は第29位となっている。
| 年度                   | 国際線 | 国内線    | 合計      |
| ---------------------- | ------ | --------- | --------- |
| 2004年度（平成16年度） | 1,135  | 959,058   | 960,193   |
| 2005年度（平成17年度） | 1,124  | 946,613   | 947,737   |
| 2006年度（平成18年度） | 1,286  | 872,004   | 873,290   |
| 2007年度（平成19年度） | 1,137  | 857,576   | 858,713   |
| 2008年度（平成20年度） | 1,402  | 815,868   | 817,270   |
| 2009年度（平成21年度） | 1,030  | 754,696   | 755,726   |
| 2010年度（平成22年度） | 1,406  | 794,492   | 795,898   |
| 2011年度（平成23年度） | 4,272  | 790,000   | 794,272   |
| 2012年度（平成24年度） | 880    | 892,892   | 893,772   |
| 2013年度（平成25年度） | 3,454  | 965,732   | 969,186   |
| 2014年度（平成26年度） | 0      | 1,013,658 | 1,013,658 |
| 2015年度（平成27年度） | 272    | 1,007,355 | 1,007,627 |
| 2016年度（平成28年度） | 0      | 1,070,826 | 1,070,826 |
| 2017年度（平成29年度） | 5,230  | 1,122,046 | 1,127,276 |
| 2018年度（平成30年度） | 8,974  | 1,176,005 | 1,184,979 |
| 2019年度（令和元年度） | 5,095  | 1,133,862 | 1,138,957 |
| 2020年度（令和2年度）  | 0      | 259,876   | 259,876   |
| 2021年度（令和3年度）  | 0      | 397,599   | 397,599   |
| 2022年度（令和4年度）  | 466    | 839,163   | 839,629   |
| 2023年度（令和5年度）  | 26,646 | 1,045,595 | 1,072,241 |

## 歴史

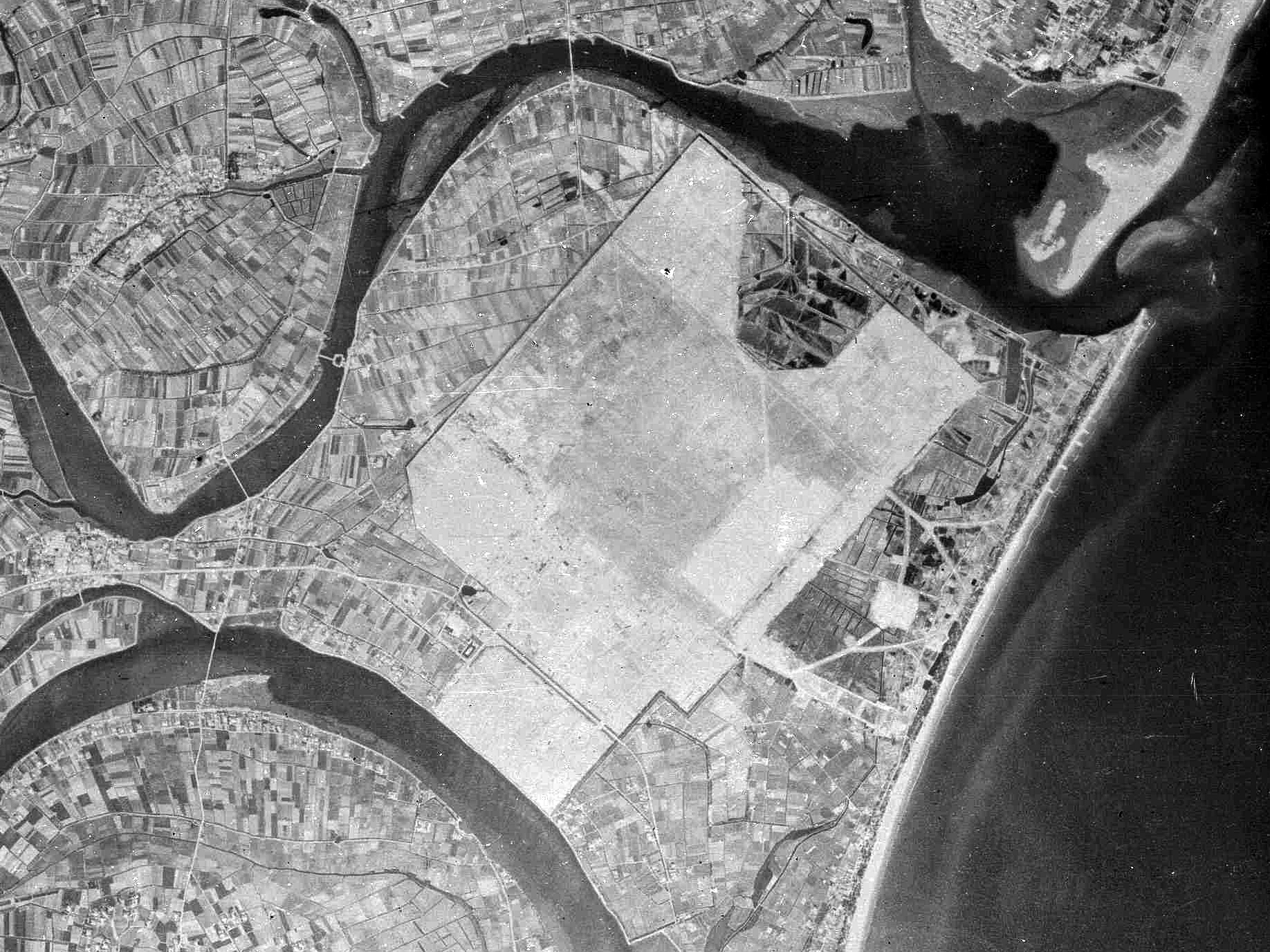
戦後間もない同飛行場の空中写真（1947年）

- 1941年（昭和16年） - 徳島海軍航空隊として飛行場を開設する。
- 1942年（昭和17年） - 徳島海軍航空隊が発足し、海軍飛行偵察員の訓練基地となる。
- 1945年（昭和20年） - 終戦に伴い連合国軍により接収される。その後イギリス連邦占領軍に移管される。
- 1958年（昭和33年）3月16日 - 海上自衛隊徳島航空隊が発足し、対潜哨戒機の航空基地となる。
- 1961年（昭和36年）
  - 2月1日 - 徳島航空隊救難飛行隊が新編。
  - 9月1日 - 航空集団の新編により、徳島航空隊が第3航空群に改編され航空集団隷下に編入。
- 1962年（昭和37年）10月19日 - 公共用飛行場として指定される。東京国際空港線・大阪国際空港線・高知空港線が開設される。
- 1965年（昭和40年） - 徳島県が初代ターミナルビルの新設と誘導路、エプロンの拡張を運輸省（現：国土交通省）に要請する。整備事業が開始される。
- 1966年（昭和41年）10月 - 初代旅客ターミナルビルが完成。
- 1967年（昭和42年）2月15日 - エプロン、誘導路を整備し、民間航空として供用開始。鹿児島空港線が開設される。
- 1973年（昭和48年）3月1日 - 第3航空群が廃止。教育航空集団隷下の宇都宮教育航空群が徳島教育航空群に改編され、宇都宮航空基地から移駐。高知空港線が廃止される。
- 1974年（昭和49年） - 鹿児島空港線が休止される。
- 1979年（昭和54年） - 運輸省より海上自衛隊の航空従事者養成施設として指定を受ける。
- 1983年（昭和58年）11月18日 - 東京国際空港線がジェット化される。
- 1987年（昭和62年）4月24日 - 1,500 mから2,000 mに延長した滑走路の供用を開始する[13]。初の国際チャーター便が運航される。
- 1989年（平成元年） - 2代目旅客ターミナルビルが完成する。
- 1992年（平成04年）6月18日 - 国際チャーター便として ワールドエアネットワーク（現 エアージャパン）がシンガポール便を初就航させた。
- 1994年（平成06年） - 福岡空港線が開設される。東京国際空港線に全日本空輸も就航しダブルトラックとなる。
- 1995年（平成07年） - 年間乗降客数が100万人を突破する。
- 1996年（平成08年） - 新千歳空港線・名古屋空港線が開設される。
- 1997年（平成09年） - 鹿児島空港線が再開される。
- 1998年（平成10年） - 鹿児島空港線が廃止される。ターミナルビル増改築工事が完成する。
- 2000年（平成12年） - 関西国際空港線が開設される（同年11月廃止）。
- 2002年（平成14年） - 大阪国際空港線が廃止される。
- 2003年（平成15年） - 東京国際空港線から全日本空輸が撤退し、新たにスカイマークエアラインズ（現 スカイマーク）が就航する。
- 2005年（平成17年） - 名古屋空港線が廃止される。中部国際空港線が開設される（現在は廃止）。
- 2006年（平成18年）
  - 4月13日 - 東京国際空港線からスカイマークエアラインズが撤退する。
  - 9月30日 - 当空港への就航以来、当空港へ就航する路線で一貫して運用されていたYS-11型プロペラ機が退役（YS-11は、同日をもって国内定期航路から退役）。
- 2008年（平成20年）3月26日 - 海上自衛隊体制移行による部隊改編により、徳島救難飛行隊が第22航空群隷下に編入され第72航空隊徳島航空分遣隊に改編。
- 2010年（平成22年）
  - 2月3日 - 新旅客ターミナルビルのキャラクターを、一般公募の中から「うずぴー」に決定する。
  - 3月26日 - 陸上自衛隊北徳島分屯地が開庁する。第14飛行隊等が新編。
  - 4月8日 - 2,000 mから2,500 mに延長した滑走路および新ターミナルビルの運用を開始。「徳島阿波おどり空港」の愛称が付与される。
  - 4月17日 - 滑走路延伸により就航可能となった大型機による那覇空港へのチャーター便が運航される（機材は、同空港初飛来となるB747-400が使用された）。
  - 8月31日 - 新千歳空港線が休止される。
  - 10月31日 - 東京国際空港の4本目の滑走路の供用開始に伴い、全日本空輸が1日3往復で同空港線の運航を再開する[14]。
- 2012年（平成24年） - 初のインバウンド定期チャーター便が運航される。
- 2014年（平成26年）
  - 3月30日 - 日本航空が東京国際空港線を1便増便し、7往復とする。全日本空輸の5往復と合わせると、東京国際空港線は過去最多の12往復となった。徳島ヴォルティスのJ1昇格や四国霊場開創1200年などで需要の増加が見込まれるため[15]。
  - 8月 - 日本航空は季節運航の新千歳線を4年ぶりに再開し、週3往復運航する（2014年8月の場合）[15]。
- 2015年（平成27年）
  - 8月20日 - 日本エアコミューターが2015年10月25日から福岡線を1便減らし、1往復とする。その代わりに、36席だったSAAB340Bを74席あるDHC8-Q400に機材変更をし、団体利用などが利用しやすいようにする予定である[16]。
  - 8月31日 - 四国・中国地方の救難任務を担ってきた第72航空隊徳島航空分遣隊が廃止[17][18]。
- 2016年（平成28年）7月1日 - 福岡線が日本エアコミューター（JAC）による運航からジェイエア（J-AIR）運航による日本航空（JAL）便へ移管[19]。1日2便に増便。
- 2018年（平成30年）
  - 1月21日 - 旅客ターミナルが増築され、国際線ターミナル機能の供用を開始
  - 12月19日 - 初の定期国際便（冬季季節便）としてキャセイドラゴン航空が香港便を就航させた[20]
- 2022年（令和04年）8月11日 - 徳島NDBが廃止
- 2024年（令和06年）
  - 10月31日 - グレーターベイ航空が徳島～香港線に11月16日から就航すると発表。
  - 11月16日 - グレーターベイ航空による就航初便が徳島に到着。使用機材はB737-800（機体番号：B-KJB）であった。
  - 11月29日 - イースター航空が徳島～ソウル線に12月26日から就航すると発表。

## 就航路線

### 国内線
- 日本航空(JAL) 
  - 東京国際空港
  - 福岡空港[21]
  - 新千歳空港（夏季季節運航）
- 全日本空輸(ANA) [22]
  - 東京国際空港
貨物取り扱いは不可[23]

| 行き先       | 旅客数   | 国内線順位 |
| ------------ | -------- | ---------- |
| 東京国際空港 | 約76万人 | 上位32位   |
| 東京国際空港 | 約96万人 | 上位27位   |
|              |          |            |

### 国際線
- グレーター・ベイ航空(HB) 
  - 香港国際空港
（2025年8月30日をもって運休予定）[25]
- イースター航空(ZE) 
  - 仁川国際空港

### 廃止された路線

#### 国内線
- 名古屋空港
- 中部国際空港
- 大阪国際空港
- 関西国際空港[要出典]
- 高知空港
- 鹿児島空港

#### 国際線
- 台湾桃園国際空港

## 空港内施設

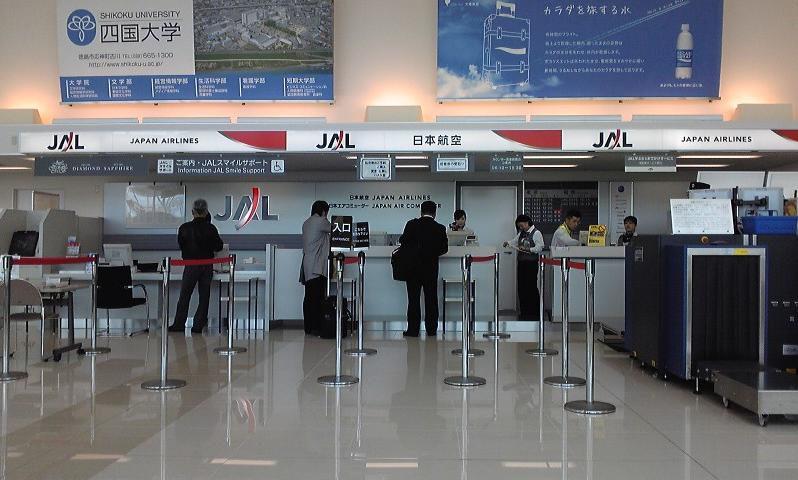
JALチェックインカウンター（1階）

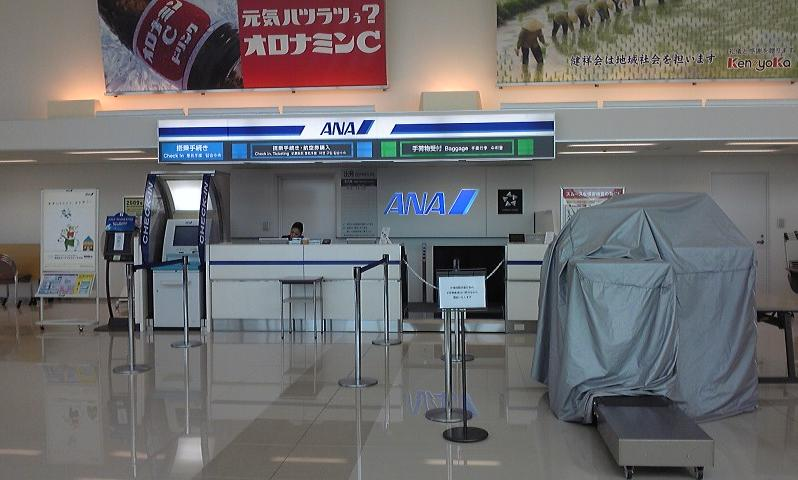
ANAチェックインカウンター（1階）

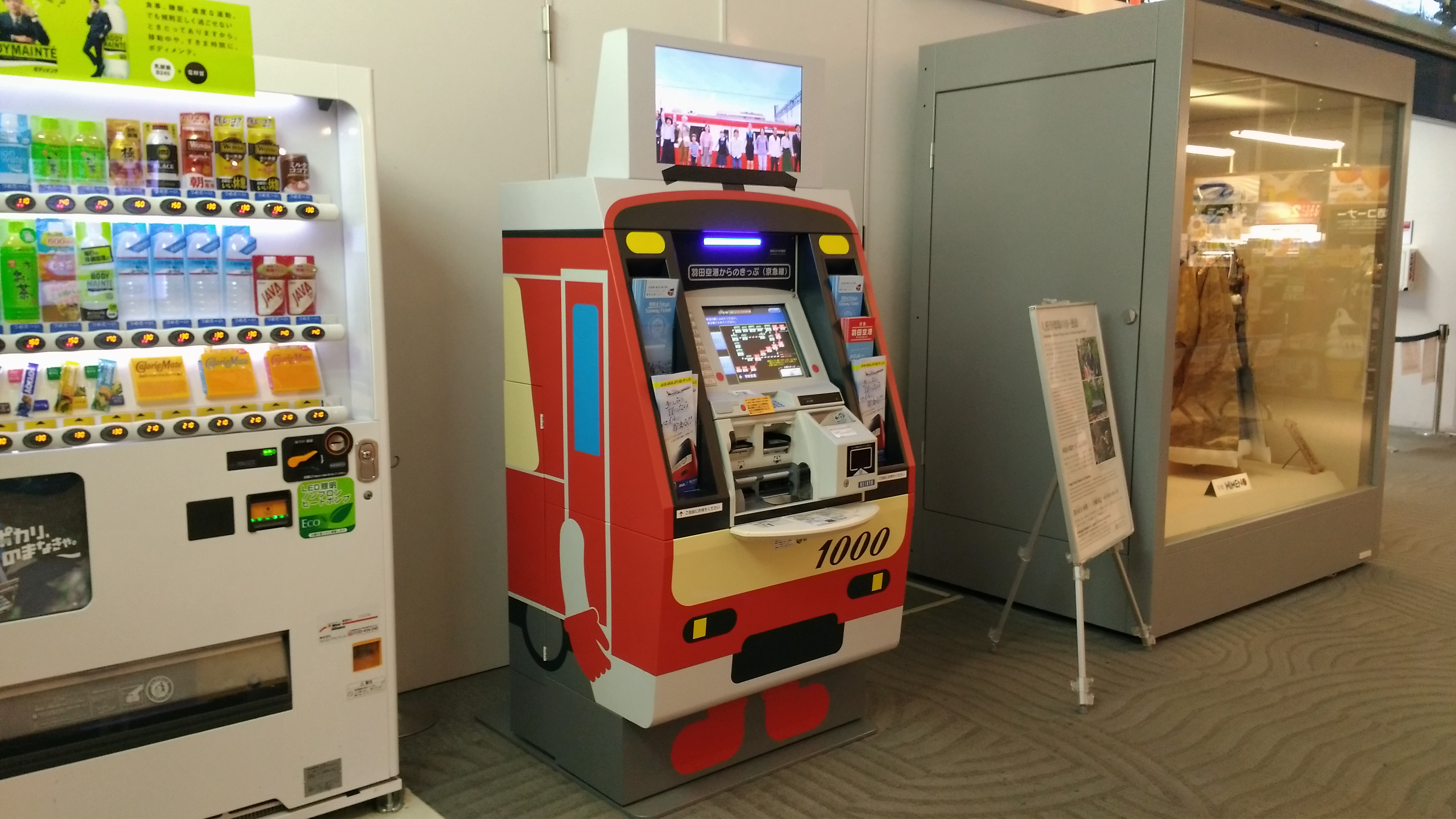
京浜急行の券売機（3階）

空港ターミナルビルの外観は全面ガラス張りで1階到着ロビーは3階まで吹抜けになっており、開放感あふれる空間になっている。また、1階到着ロビーから3階出発ロビーへのエスカレーター脇には陶板を使用した日本の著名な伝統芸能の一つである阿波おどりの陶板画が飾られている。さらに、阿波おどりの銅像が空港ターミナルビル正面に建てられており、観光客の記念撮影のスポットになっている。空港ターミナルビル内の照明は3階展望ホールを始めとして、徳島県の地場産業であるLED（発光ダイオード）が随所に使用され、環境にも配慮している。
なお、旧ターミナルビルには2014年（平成26年）1月5日に徳島県警察の運転免許センターが移転している。

### フロアガイド
- 1階 - 航空会社カウンター、到着ロビー、手荷物受取所、総合案内所、コンビニエンスストア、レンタカー案内所、銀行ATM
- 2階 - 有料待合室、会議室（2階は専用エレベーターを利用するため一般客は利用できない）
- 3階 - 出発ロビー、搭乗待合室、保安検査場、レストラン、ショップ、カードラウンジ、展望ホール（無料）

#### 店舗
物販
- イル・ローザ（洋菓子店）
- BLUE SKY（土産店）
- スカイショップ しらさぎ（土産店）
- 徳島あいぐら（土産店）
- セブン-イレブン 徳島阿波おどり空港店（コンビニエンスストア）
  - かつてはヤマザキショップ（Yショップ 徳島阿波おどり空港店）が入居していたが、2014年（平成26年）1月13日をもって閉店した[26]。

飲食
徳島ラーメンやとくしまバーガーなど県内ローカルのメニューのほか、阿波尾鶏や阿波牛を使用した和食レストランなど、徳島県のご当地グルメ を扱う店舗もある。
- 徳島宝ラーメン（ラーメン店）
- セルフうどん まる石（うどん店）
- 阿波膳 ODORI（和食レストラン）
- Rich Burger Factory（ファーストフード）

その他
- 総合案内所
- カードラウンジ
  - エアポートラウンジ「ヴォルティス」
- 有料待合室
- レンタカー案内所
  - タイムズカーレンタル・トヨタレンタリース・ニッポンレンタカー・日産レンタカー・バジェットレンタカー・レンタくん・オリックスレンタカーの各社について案内している[27]。
- 銀行ATM
  - 阿波銀行および徳島大正銀行のATMが設置されている。なお、両行ATMとも、契約する他行（都市銀行各行・ゆうちょ銀行など）のキャッシュカードによる現金の引き出しが可能である。
- 展望ホール
- 授乳室
- コインロッカー
- 公衆インターネット端末（コイン式）
- 無線LANサービス（公衆無線LAN・docomo Wi-Fi）
- 携帯電話充電コーナー
- 京浜急行券売機

### 駐車場
24時間営業、年中無休である。収容台数は760台（うち身体障がい者用10台）。
利用料金は、最初の1時間は無料で、以後1時間から3時間までは従量制、それを超えると24時間ごとの料金となる。

## 事故・重大インシデント
- 2004年（平成16年）4月3日 - 13時25分ごろ、米空軍横田基地から岩国基地へ編隊飛行中のF-15戦闘機のうち1機のメーターが燃料不足を示し、2機が緊急着陸する。

- 2015年（平成27年）4月5日 - 11時ごろ、管制官の指示に従って徳島空港に着陸しようとした羽田発の日本航空455便（ボーイング767-346型機、乗員乗客67人、JA8299）が着陸寸前で滑走路内にいた車両の存在に気がつきゴーアラウンドし、着陸をし直すトラブルが発生[28]。この際一度車輪が滑走路に接しており、車との距離は1000から1200メートルほどだった[28]。乗員乗客に負傷者はなく、その25分後に無事着陸した。運輸安全委員会は重大インシデントと認定。その後、管制官は滑走路に車両が入ることを許可したおよそ10分後に旅客機に着陸を許可していたこと、管制官が着陸時には1人しかいなかったことが判明した[29][30][31]。当時管制官だった海上自衛隊航空群司令部の30代の男性海曹を減給10分の1（1か月）、当時上司だった厚木航空基地隊の40代の男性1等海尉を戒告の懲戒処分とした（2017年10月27日付）。1等海尉は、当日が日曜日で自衛隊機の行き来が少ないため、海曹に業務内容を十分伝えず勤務に当たらせており、いずれも注意義務を怠ったと認定された[32]。この事象後、海上自衛隊は航空機の離着陸がない場合でも管制業務を2人以上で行う規則を設けたが[30]、トラブルが発生するまでは規則が設けられていなかった[33]。

- 2019年（平成31年）2月5日 - 15時半ごろ、海上自衛隊徳島航空基地所属のTC-90型訓練機が滑走路に着陸した際、左のタイヤが破裂するトラブルが発生[34][35]。日本航空の羽田発2便と徳島発の2便が欠航、全日空の羽田発2便に遅れが生じ、合わせて乗客約630人に影響が出た。事故直後滑走路が閉鎖され、2時間半以上経過後の18時10分ごろ、滑走路の閉鎖が解除された[36]。この事故を受けて海上自衛隊は内部調査を実施、タイヤの破裂は30代の1等海尉の操縦士が誤ってパーキングブレーキのハンドルを引いたまま着陸したことが原因とし、同乗していた教官もブレーキの状況を目視でチェックするのを怠ったとする調査結果を公表した[37]。

## 自衛隊基地・分屯地
当飛行場は民間と自衛隊の施設がそれぞれ置かれている（いわゆる「軍民共用」）。自衛隊については以下の海上自衛隊の基地・陸上自衛隊の分屯地が置かれている。

### 海上自衛隊徳島航空基地
以下の部隊が所在している。
- 教育航空集団徳島教育航空群
  - 第202教育航空隊：TC-90
  - 第202整備補給隊
  - 徳島航空基地隊
- 呉地方警務隊本部徳島警務班[38]。

※ 第72航空隊（隊本部:大村航空基地）徳島航空分遣隊（UH-60J）は救難飛行隊を経て55年間の救難任務を解かれ、2015年（平成27年）8月31日に解隊・廃止となった。

### 陸上自衛隊北徳島分屯地
北徳島分屯地（きたとくしまぶんとんち）は、徳島県板野郡松茂町住吉字住吉開拓38番に所在し、第14飛行隊等が駐屯する陸上自衛隊徳島駐屯地の分屯地である。

#### 概要
第14飛行隊長が分屯地司令を兼補する。2010年（平成22年）3月、徳島県への陸上自衛隊駐屯は初となる北徳島分屯地が新編の第14飛行隊を主力部隊として発足した。2012年（平成24年）3月善通寺駐屯地の分屯地から徳島駐屯地隷下の分屯地となる。

#### 沿革
- 2010年（平成22年）3月26日：善通寺駐屯地の分屯地として開庁[39]。

1. 第14飛行隊を新編[40]。
2. 中部方面航空隊中部方面管制気象隊第3派遣隊を新編[40]。
3. 第312基地通信中隊北徳島派遣隊を新編[40]。
4. 善通寺駐屯地業務隊北徳島派遣班を新編[40]。

- 2012年（平成24年）3月26日：徳島駐屯地の分屯地となる[41]。

1. 善通寺駐屯地業務隊北徳島派遣班は徳島駐屯地業務隊の隷下となる。
2. 第323基地通信中隊北徳島派遣隊を新編。

#### 駐屯部隊
中部方面隊隷下部隊
- 第14旅団
  - 第14飛行隊[42]：UH-1J
- 中部方面航空隊
  - 中部方面管制気象隊
    - 第3派遣隊
- 中部方面システム通信群
  - 第104基地システム通信大隊
    - 第323基地通信中隊
      - 北徳島派遣隊
- 徳島駐屯地業務隊
  - 北徳島派遣班[40]

## 徳島県の施設
徳島県の消防防災ヘリコプター「うずしお」と県警ヘリコプター「しらさぎ」の管理運用のための事務所、整備格納庫が置かれている。
- 徳島県消防防災航空隊事務所
- 徳島県警察航空隊航空基地

## 交通
運行本数・所要時間・料金などの詳細は、該当項目または空港・運行会社ウェブサイトなどを参照。
- エアポートリムジンバス（徳島バス運行、航空機の発着時間に合わせて運行される）
  - 徳島阿波おどり空港 - JR徳島駅前（約30分）
    - 徳島大学前、徳島中央公園に停車（徳島駅前行きは降車のみ、空港行きは乗車のみ）。
- 路線バス
  - 徳島バス鳴門線：JR徳島駅・松茂町広島・鳴門駅・鳴門公園方面
  - 松茂町地域コミュニティバス長原東部線：松鶴苑・マツシゲート前・松茂町役場・若宮神社方面
- オニオンバス（淡路交通・みなと観光バス）
  - 徳島阿波おどり空港 - 淡路島南IC・陸の港西淡・福良[43][44][45]
  - 予約定員制・路線固定デマンド型交通
- 定額タクシー
  - 松茂町内定額タクシー[46]
    - 乗降場所は徳島飛行場、徳島阿波おどり空港交流施設 SO RA PA、徳島とくとくターミナル、広島ランプ、交流拠点施設　Matsushigate（マツシゲート）、松茂工業団地に限る。
    - 松茂タクシーに事前予約が必要。

  - nearMe.Airport[47]
    - サービスエリアは徳島市、鳴門市、藍住町、北島町、松茂町、小松島市、阿南市、勝浦町、佐那河内村、上勝町、神山町。

  - 金毘羅タクシー[48]
    - サービスエリアは石井町、勝浦町、佐那河内村、上勝町、神山町。
- 自動車
  - 760台収容の駐車場が旅客ターミナルビル前にある。入庫から1時間以内の出庫は無料。
  - 徳島市中心部より国道11号などを経由して約15 km（約25分）。
  - 徳島自動車道 徳島インターチェンジより車で約10 km。
  - 高松自動車道・神戸淡路鳴門自動車道・鳴門インターチェンジより約8 km。
  - 徳島自動車道 松茂スマートインターチェンジより車で約5 km。